# Setoppia compressa
Setoppia compressa är en kvalsterart som först beskrevs av Balogh och Sandór Mahunka 1975.  Setoppia compressa ingår i släktet Setoppia och familjen Oppiidae. Inga underarter finns listade i Catalogue of Life.